# 大埔舊墟遊樂場

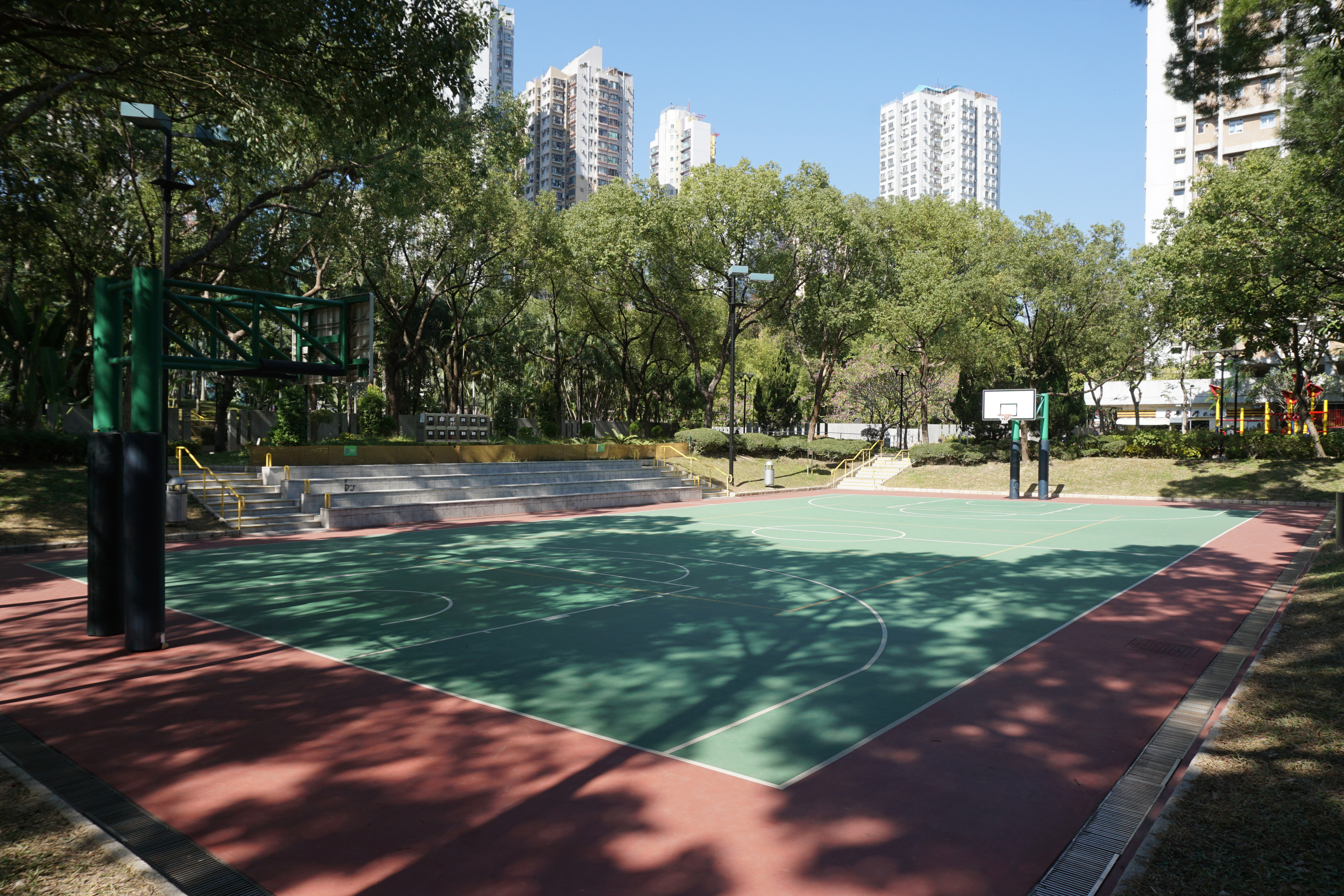
場內的籃球場

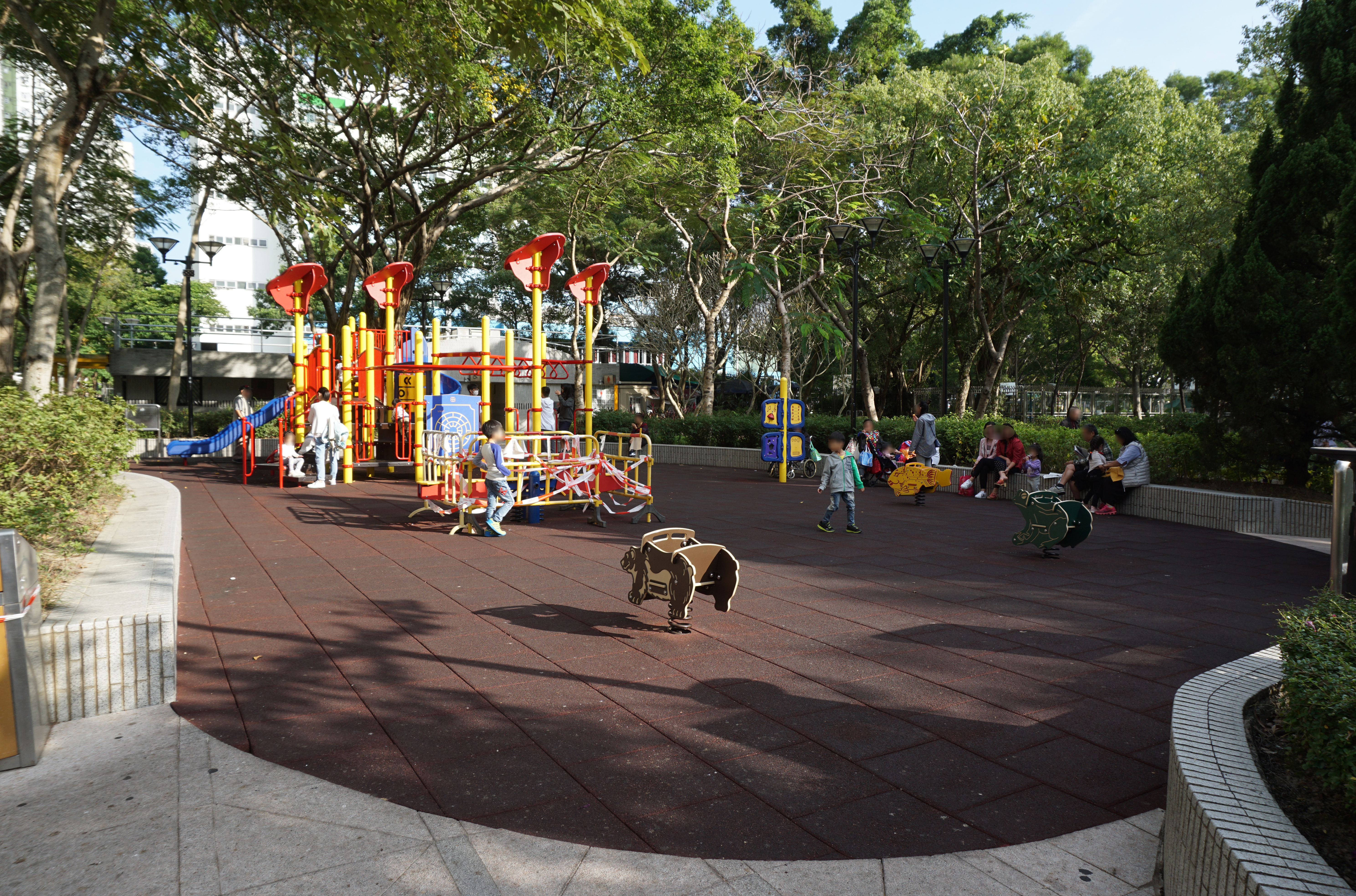
場內的兒童遊樂場

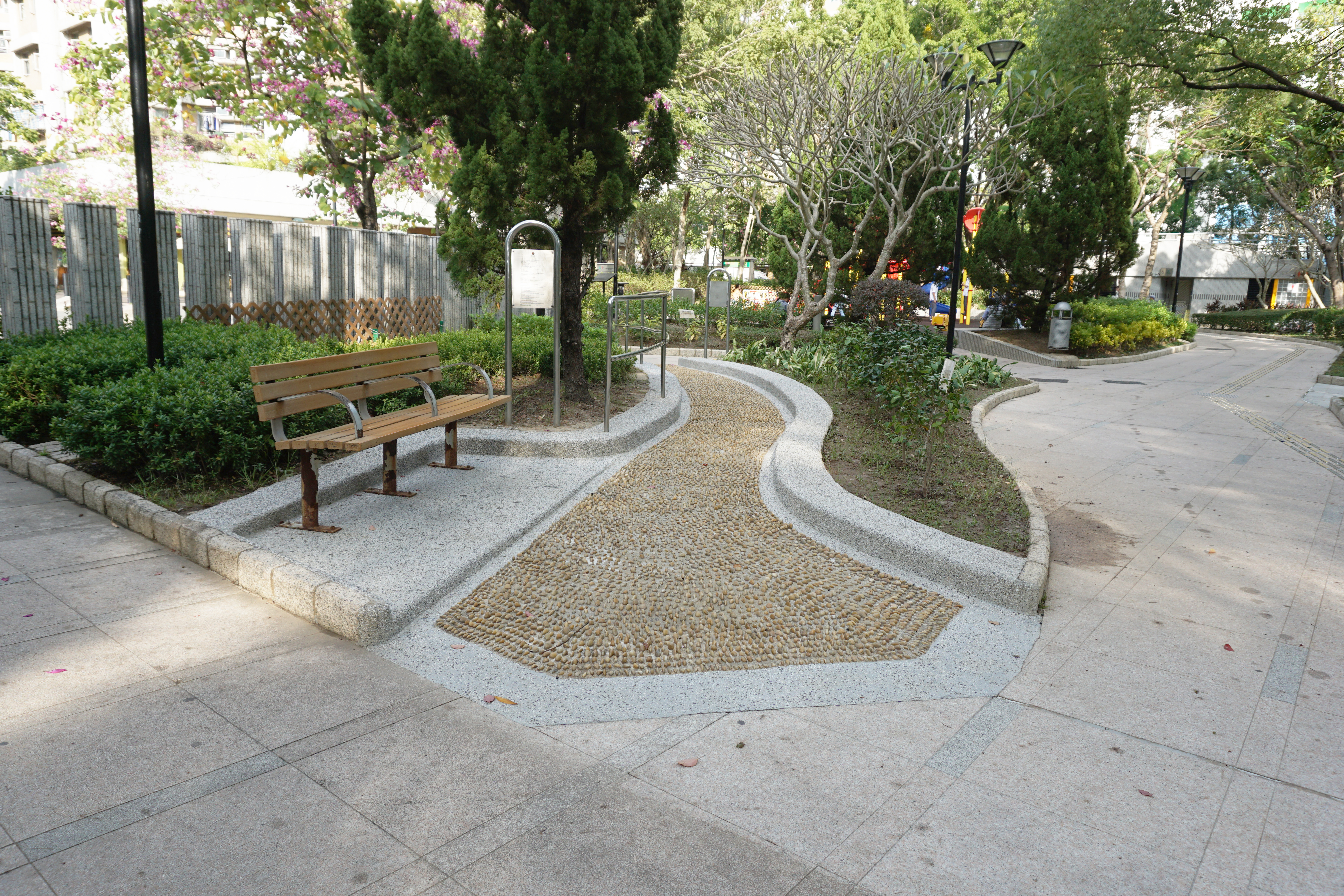
場內的卵石路步行徑

大埔舊墟遊樂場（英語：Tai Po Old Market Playground），位於香港新界大埔安浩里、大埔太和路與汀角路交界。

## 設施
- 籃球場，設有觀眾席
- 兒童遊樂場
- 卵石路步行徑

## 附近餐廳
大埔八號餐廳。

## 開放時間
每日07:00-23:00